# Diplom-Sozialpädagoge
Diplom-Sozialpädagoge/in (kurz: Dipl.-Soz.päd. oder Dipl.-Sozialpäd.) ist in Deutschland ein akademischer Grad, der von deutschen Hochschulen, Fachhochschulen und vereinzelt auch  Universitäten verliehen wurde. Nach dem Bologna-Prozess vergeben die Hochschulen die international gebräuchlichen Titel Bachelor of Arts und Master of Arts in Social Work.
In der Schweiz wird der Titel Dipl. Sozialpädagoge/-pädagogin HF von höheren Fachschulen vergeben. Der Titel Sozialpädagoge/in FH bzw. Bachelor of Arts, Bachelor of Science bzw. Master of Science wird in der Schweiz von Fachhochschulen vergeben.

## Berufsbild und Tätigkeit
Sozialpädagogen erfüllen Lehr- und Unterstützungsaufgaben in der Lebenswelt komplexer Gesellschaften. Dazu gehören auch Aufgaben zur Wiedereingliederung in die Gesellschaft und zur Kompensation individueller Defizite. Dazu gehört auch der Aufbau entsprechender urbaner Infrastrukturen.

## Deutschland

### Akademisches Studium
Um ein Diplom in Sozialpädagogik zu erhalten, war ein  sozialwissenschaftliches Studium notwendig, das an Fachhochschulen sieben bis acht Semester betrug und an Universitäten neun bis zehn Semester. In Deutschland gab es dabei eine Tradition der sogenannten universitären Sozialpädagogik (als Teilgebiet der Erziehungswissenschaft) und der Sozialpädagogik an (Fach-)Hochschulen für Soziale Arbeit. Da beide (sozialpädagogische) Disziplinen nur unzureichend voneinander abzugrenzen sind, geht seit der Umstellung auf das Bachelor/Master-System auch die universitäre Sozialpädagogik in der Fachwissenschaft Soziale Arbeit auf. Ein Bachelor-Studium dauert an Hochschulen in Deutschland in der Regel sechs oder sieben Semester (180–210 ECTS Credit Points), ein Master-Studium üblicherweise drei bis vier Vollzeitsemester oder vier bis sechs Semester berufsbegleitend (90–120 ECTS).
Der Studiengang Sozialpädagogik/Soziale Arbeit integriert, jeweils in Ausschnitten, je nach Hochschultyp und Ausrichtung, folgende Nachbardisziplinen und Bezugswissenschaften: Psychologie, Soziologie, Erziehungswissenschaft, Philosophie, Rechtswissenschaft,  (Sozial-)Medizin,  (Sozial-)Wirtschaft, Politologie, Kulturwissenschaft und an konfessionellen Hochschulen Theologie.
An Fachhochschulen in Deutschland war nach dem Diplom (FH) ein einsemestriges Berufspraktikum zu absolvieren, welches nach einer weiteren Abschlussarbeit und einem Kolloquium an der Hochschule zur staatlichen Anerkennung als Sozialpädagoge oder Sozialarbeiter (beim Studiengang Sozialarbeit) führte. Die staatliche Anerkennung wird heute in einigen Bundesländern zusammen mit der Bachelor-Urkunde nach Abschluss des Studiums automatisch vergeben. Die so erlangte Berufsbezeichnung Sozialpädagoge/in oder Sozialarbeiter/in ist in Deutschland rechtlich geschützt. Durch Nachdiplomierung von Studienabschlüssen aus West-Berlin dürfen Inhaber der Graduierungsbezeichnung Sozialpädagoge (grad.) die Diplombezeichnung Diplom-Sozialpädagoge führen. Personen, die nach dem 25. November 1986 graduiert oder nachträglich graduiert wurden, müssen dem Diplomgrad den Zusatz „(FH)“ beifügen.
An vielen Fachhochschulen waren die vormals separaten Studiengänge Sozialpädagogik und Sozialarbeit in einem Studiengang mit dem Doppelabschluss Diplom-Sozialarbeiter/Sozialpädagoge zusammengefasst.

### Weitere berufliche Möglichkeiten
Das abgeschlossene Hochschulstudium der Sozialen Arbeit (Diplom/Master) führt nach dem  Psychotherapeutengesetz (PsychThG) zur Möglichkeit der Ausbildung zum  Kinder- und Jugendlichenpsychotherapeuten und damit zur  Approbation und  Kassenzulassung. Ebenso haben Sozialpädagogen die Voraussetzung zur Ausbildung zum  Soziotherapeuten nach § 37 a SGB V oder zum Suchttherapeuten und damit zur Behandlung im Rahmen der Verordnung der  Deutschen Rentenversicherung Bund von Menschen, die an einem Abhängigkeitssyndrom leiden. Die Ausbildung zum Suchttherapeuten findet entweder an freien Instituten oder, als post-gradualer Masterstudiengang mit dem Abschluss MSc., an Hochschulen statt.

## Österreich
In Österreich wird der Beruf des Sozial- und Berufspädagogen vorwiegend an berufsbildenden höheren Schulen, Kollegs, Fachhochschulen und Hochschulen gelehrt. Die Ausbildung als Diplom-Sozialpädagoge ist als fünfjährige sekundäre Ausbildung oder als Kolleg (zwei Jahre oder – berufsbegleitend – meist drei Jahre) organisiert und schließt mit einer Berufsbefähigung ab. Diese Ausbildungen sind entweder öffentlich (kostenlos) oder privat (mit Semesterbeitrag) geführt und erhalten, nach Erfüllung staatlicher Kriterien, das Öffentlichkeitsrecht über das Bundesministerium für Bildung und Frauen. In Wien wird die Ausbildung von drei Privatschulen als berufsbegleitendes Kolleg angeboten: Wiener ARGE für Sozialpädagogik, die bildungsakademie und das Institut Dr. Rampitsch.
An Fachhochschulen schließt die Ausbildung mit Mag (FH), oder nach der Umstellung im Zuge des Bologna-Prozesses mit dem Bachelor ab.

## Schweiz

### Höhere Fachschule
Die Ausbildung dauert drei bis vier Jahre. Mit einschlägigen Berufsabschluss (z. B. Fachmann Betreuung) ist eine Verkürzung auf zwei bis drei Jahre möglich. Die Ausbildung wird in Vollzeit und berufsbegleitend angeboten.

### Fachhochschule
Das Studium zum Bachelor-Abschluss dauert drei Jahre Vollzeit.

## Nachweise
1. ↑  Institute und Studiengänge der Sozialpädagogik heute teilweise umbenannt in Soziale Arbeit, vgl. z. B. Universität Kassel oder Universität Duisburg-Essen.
2. 1 2  Beruf: Sozialpädagoge/-pädagogin HF
3. 1 2  Beruf: Sozialpädagoge/-pädagogin FH (BA/BSc) Bachelor of Arts / Bachelor of Science (FH) in Sozialer Arbeit
4. ↑   Archivlink (Memento vom 3. Januar 2012 im Internet Archive)
5. ↑  Archivierte Kopie (Memento vom 31. Oktober 2011 im Internet Archive)
6. ↑  Dennoch besteht weiterhin ein universitäres Fach Sozialpädagogik im Kontext der Fakultäten und Fachbereiche für Pädagogik/Erziehungswissenschaften an deutschen Universitäten, vgl. z. B. Universität Tübingen oder TU Dortmund.
7. ↑  Senatsverwaltung für Bildung, Wissenschaft und Forschung, Nachdiplomierung von Studienabschlüssen aus Berlin-West (Seite nicht mehr abrufbar, festgestellt im April 2018. Suche in Webarchiven) (PDF; 27 kB), Stand 2008, abgerufen am 12. April 2011